# Hypostomus brevicauda
Hypostomus brevicauda är en fiskart som först beskrevs av Günther, 1864.  Hypostomus brevicauda ingår i släktet Hypostomus och familjen Loricariidae. Inga underarter finns listade i Catalogue of Life.